# Courrendlin
Courrendlin es una comuna suiza situada en el distrito de Delémont, en el cantón del Jura. Tiene una población estimada, a fines de 2022, de 3686 habitantes.